# Кудрявське
Кудря́вське — село в Україні, у Братській селищній громаді Вознесенського району Миколаївської області. Населення становить 166 осіб. До 2020 року орган місцевого самоврядування — Кривопустоська сільська рада.

## Уродженці
- Сенчина Людмила Петрівна (* 13 грудня 1950) — радянська і російська співачка (сопрано), Заслужена артистка України (2003), Народна артистка Росії (2002).

## Населення
Згідно з переписом УРСР 1989 року чисельність наявного населення села становила 203 особи, з яких 88 чоловіків та 115 жінок.
За переписом населення України 2001 року в селі мешкало 165 осіб.

### Мова
Розподіл населення за рідною мовою за даними перепису 2001 року:
| Мова       | Чисельність | Відсоток |
| ---------- | ----------- | -------- |
| українська | 157         | 94,58%   |
| румунська  | 6           | 3,61%    |
| російська  | 3           | 1,81%    |
| Усього     | 166         | 100%     |